# Maylandia elegans
Maylandia elegans é uma espécie de peixe da família Cichlidae.
Pode ser encontrada nos seguintes países: Malawi, Moçambique e Tanzânia. Os seus habitats naturais são: lagos de água doce.